# Henry Thomas
Pour les articles homonymes, voir Henry Thomas (homonymie) et Thomas.
Henry Thomas, né le 9 septembre 1971 à San Antonio (Texas), est un acteur, producteur et musicien américain.

## Biographie

### Jeunesse
Henry Jackson Thomas, Jr. est né le 9 septembre 1971 à San Antonio. Ses parents sont Carolyn L. Thomas (née David) et Henry Jackson Thomas Sr.

### Vie privée
Il a été marié une première fois à Kelley Hill de 2000 à 2002, puis à Marie Zielcke de 2004 à 2007, ils ont une fille, Hazel.
Il est actuellement marié à Annalee Thomas, avec qui il a deux enfants, Henry Thomas et Evelyn Thomas.

### Carrière
Il débute en 1981 au cinéma dans L'Homme dans l'ombre de Jack Fisk, mais il se fait connaître l'année suivante avec le rôle d'Elliott dans le film E.T., l'extra-terrestre, de Steven Spielberg.
En 1989, il est à l'affiche de Valmont de Miloš Forman.
En 1994, il est présent aux côtés de Brad Pitt, Anthony Hopkins, Aidan Quinn et Julia Ormond dans Légendes d'automne réalisé par Edward Zwick.
En 2002, il tourne dans Gangs of New York de Martin Scorsese, Autour de Lucy de Jon Sherman et Dead in the Water (en) de Gustavo Lipsztein
En 2018, il revient à l’écran dans la première saison de The Haunting, une série télévisée d'anthologie américaine créée par Mike Flanagan. Il y interprète Hugh Crain, le père de famille au moment des faits se déroulant à Hill House. Deux ans plus tard, il tient un rôle différent dans la saison 2, intitulée The Haunting of Bly Manor. 
En 2019, trente-sept ans après la sortie du film E.T., l'extra-terrestre, il apparaît dans une publicité pour la compagnie Xfinity, supervisée par Steven Spielberg, où il rencontre à nouveau E.T..
En 2022, il retrouve de nouveau Mike Flanagan, après Sermons de minuit dans The Midnight Club.

## Filmographie
Sauf indication contraire, les informations mentionnées dans cette section peuvent être confirmées par les bases de données cinématographiques  présentes dans la section « Liens externes ».

### Cinéma
- 1981 : L'Homme dans l'ombre (Raggedy Man) de Jack Fisk : Harry
- 1982 : E.T., l'extra-terrestre (E.T. the Extra-Terrestrial) de Steven Spielberg : Elliott
- 1984 : Besoin d'amour (Misunderstood) de  Jerry Schatzberg : Andrew
- 1984 : Jouer c'est tuer (Cloak et Dagger) de Richard Franklin : Davey Osborne
- 1986 : Le Secret du lac (Frog Dreaming) de Brian Trenchard-Smith : Cody
- 1988 : Murder One de Graeme Campbell : Billy Isaacs
- 1989 : Valmont de Miloš Forman : Danceny
- 1993 : Visiteurs extraterrestres (Fire in the Sky) de Robert Lieberman : Greg Hayes
- 1994 : Légendes d'automne (Legends of the Fall) d'Edward Zwick : Samuel Ludlow
- 1994 : Curse of the Starving Class de J. Michael McClary : Wesley Tate
- 1997 : Niagara, Niagara de Bob Gosse : Seth
- 1997 : Suicide Kings de Peter O'Fallon : Avery Chasten
- 1997 : Bombshell de Paul Wynne : Buck Hogan
- 1997 : Hijacking Hollywood de Neil Mandt : Kevin
- 1999 : Fever (en) de Alex Winter : Nick Parker
- 2000 : De si jolis chevaux (All the Pretty Horses) de Billy Bob Thornton : Lacey Rawlins
- 2000 : The House That Screamed (en) de Mark et John Polonia : Jack Gillton
- 2000 : A Good Baby (en) de Katherine Dieckmann : Raymond Toker
- 2001 : The Quickie de Sergueï Bodrov : Alex
- 2002 : Gangs of New York de Martin Scorsese : Johnny Sirocco
- 2002 : Autour de Lucy (I'm with Lucy) de Jon Sherman : Barry
- 2002 : Dead in the Water (en) de Gustavo Lipsztein : Jeff
- 2003 : Rose et Cassandra (I Capture the Castle) de Tim Fywell : Simon Cotton
- 2003 : 11:14 de Greg Marcks : Jack
- 2003 : Honey Baby de Mika Kaurismäki : Tom Brackett
- 2003 : Briar Patch de Zev Berman : Edgar MacBeth
- 2004 : Dead Birds d'Alex Turner : William
- 2005 : The Hard Easy d'Ari Ryan : Paul Weston
- 2005 : Tennis, Anyone...? de Donal Logue : Matt Erhorn
- 2007 : Suffering Man's Charity (en) d'Alan Cumming : Eric Rykell
- 2007 : The Last Sin Eater (en) de Michael Landon Jr. : Un homme de Dieu
- 2008 : Red Velvet (en) de Bruce Dickson : Aaron
- 2009 : Don't Look Up de Fruit Chan: Josh Petri
- 2010 : Cher John de Lasse Hallström : Tim Wheddon
- 2011 : Cavale aux portes de l'enfer (The Legend of Hell's Gate: An American Conspiracy) de Tanner Beard : John St. Helens
- 2011 : The Last Ride (en) de Harry Thomason : Mr Wells
- 2013 : Big Sur de Michael Polish : Philip Whalen
- 2016 : Ouija : Les Origines (Ouija : Origin of Evil) de Mike Flanagan : père Tom
- 2017 : Jessie (Gerald's Game) de Mike Flanagan : Tom Mahout
- 2019 : Doctor Sleep de Mike Flanagan : le barman
- 2020 : Dreamkatcher de Kerry Harris : Luke
- 2021 : À tous les garçons : Pour toujours et à jamais (To All the Boys : Always and Forever, Lara Jean) de Michael Fimognari : Mr Kavinsky
- 2022 : Crawlspace de L. Gustavo Cooper : Robert Mitchell
- 2022 : Sam & Kate de Darren Le Gallo : Ron
- 2023 : Simetierre : Aux origines du mal (Pet Sematary: Bloodlines) de Lindsey Beer : Dan

### Télévision

#### Séries télévisées
- 1998 : Moby Dick : Ishmael
- 2005 : Les Maîtres de l'horreur (Masters of Horror, épisode 5 de la saison 1 : Chocolat) : Jamie
- 2006 : Rêves et Cauchemars (Nightmares and Dreamscapes: From the Stories of Stephen King) (mini-série) : Robert Fornoy
- 2007 - 2008 : FBI : Portés disparus (Without a Trace) : Franklin Romar
- 2009 : Les Experts (CSI : Crime Scene Investigation) : Jeremy Kent
- 2011 : Mentalist (The Mentalist) : Tommy Lisbon (S04E06) 1re apparition dans la série.
- 2013 - 2014 : Betrayal : T.J. Karsten
- 2015 : Sons of Liberty : John Adams
- 2016 : New York, unité spéciale (Law and Order: Special Victims Unit) : Sean Roberts (saison 18, épisode 2)
- 2018 : The Haunting of Hill House : Hugh Crain jeune
- 2020 : Stargirl : Charles McNider / Dr Mid-Nite
- 2020 : The Haunting of Bly Manor : Henry Wingrave
- 2021 : Sermons de minuit (Midnight Mass) : Ed Flynn
- 2021 : De l'autre côté (Just Beyond) : Crazy Chris
- 2022 : The Midnight Club : Freedom Jack
- 2023 : La Chute de la maison Usher : Frederick Usher

#### Téléfilms
- 1981 : The Steeler and the Pittsburgh Kid de Lou Antonio : The Kid
- 1990 : Psychose 4 (Psycho IV: The Beginning) de Mick Garris : Norman Bates jeune
- 1992 : A Taste for Killing (en) de Lou Antonio : Cary Sloan
- 1994 : Le Prix de la tyrannie (Beyond Obsession) de David Greene : John Thompson
- 1995 : Le Silence des innocents (Indictment: The McMartin Trial) de Mick Jackson : Ray Buckey
- 1996 : Les Cavaliers de la mort (en) (Riders of the Purple Sage) de Charles Haid : Bern Venters
- 1999 : Happy Face Murders (en) de Brian Trenchard-Smith : Dylan McCarthy
- 2006 : Désolation (Desperation) de Mick Garris : Peter Jackson
- 2007 : Derrière le mensonge (The Deal) de Bryan Goeres : Frank

## Distinctions
Sauf indication contraire, les informations mentionnées dans cette section peuvent être confirmées par les bases de données cinématographiques  présentes dans la section « Liens externes ».

### Récompenses
- Young Artist Award 1983 : meilleur acteur pour E.T. l'extra-terrestre
- Fantasporto 2007 : Prix spécial pour sa carrière
- Saturn Awards 2019 : meilleur acteur d'un programme en streaming pour The Haunting

### Nominations
- Golden Globes 1983 : révélation masculine de l'année  pour E.T. l'extra-terrestre
- British Academy Film Awards 1983 : meilleur nouveau venu dans un rôle principal pour E.T. l'extra-terrestre
- Saturn Awards 1983 : meilleur acteur pour E.T. l'extra-terrestre
- Golden Globes 1996 : meilleur acteur dans un second rôle dans une série, une mini-série ou un téléfilm  pour Le Silence des innocents